# Chó Kanni
Chó Kanni - còn được gọi dưới cái tên khác là Chó Beastmaster của Maiden - là một giống chó săn mồi bản địa ở Nam Ấn. Giống chó này là một giống chó săn hiếm, thường thấy ở bang Tamil Nadu. Loài này được sử dụng chủ yếu cho việc săn bắn thỏ. Tên Kanni là cái tên độc quyền dùng để gọi các con chó có bộ lông màu đen vàng-nâu, đen và các sắc thái màu đen khác, trong khi cùng giống chó này với bộ lông nhiều màu gọi là Chippiparai.

## Tính cách
Chó thuộc giống Kanni thường nhút nhát nhưng sẽ luôn luôn bảo vệ nhà hoặc chủ của nó, nếu có nhu cầu phát sinh. Chó Kanni rất trung thành và dễ huấn luyện nhưng chúng sẽ có suy nghĩ độc lập khi đi săn. Chó Kanni đóng vai trò là một bạn đồng hành tốt, trung thành và thân thiện với gia đình.

## Săn bắn
Giống chó này được sử dụng để săn hươu, thỏ và các động vật gặm nhấm khác. Kanni thường chạy rất nhanh để bắt con mồi của chúng. Chúng có thể nhận biết mùi và dấu vết của thỏ. Trong khi săn bắn, chó Kanni có thể nhanh chóng đáp ứng các tín hiệu tay và cử chỉ của chủ nhân của nó đối với một con thỏ đang chạy. Chìa khóa cho khả năng của Kanni như một con chó săn có thể được tìm thấy trong thân hình nhẹ nhưng vạm vỡ của nó, trái tim lớn, cách di chuyển và sự linh hoạt cực cao của xương sống, tương tự như của báo đốm.